# Likinnios

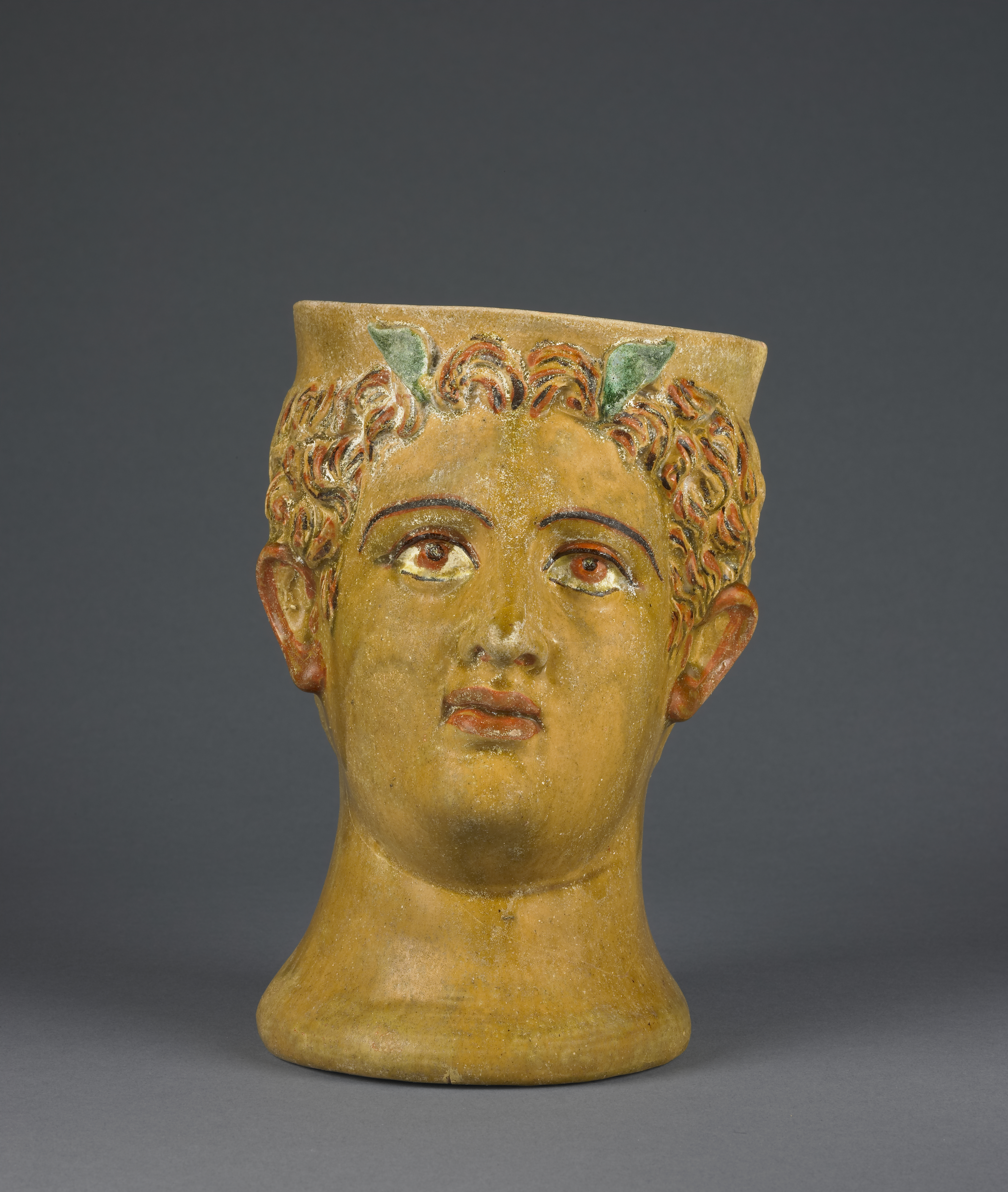
Kopfkantharos von vorn.

Likinnios war ein antiker Grieche römischer Zeit aus dem 1. Jahrhundert v. Chr.

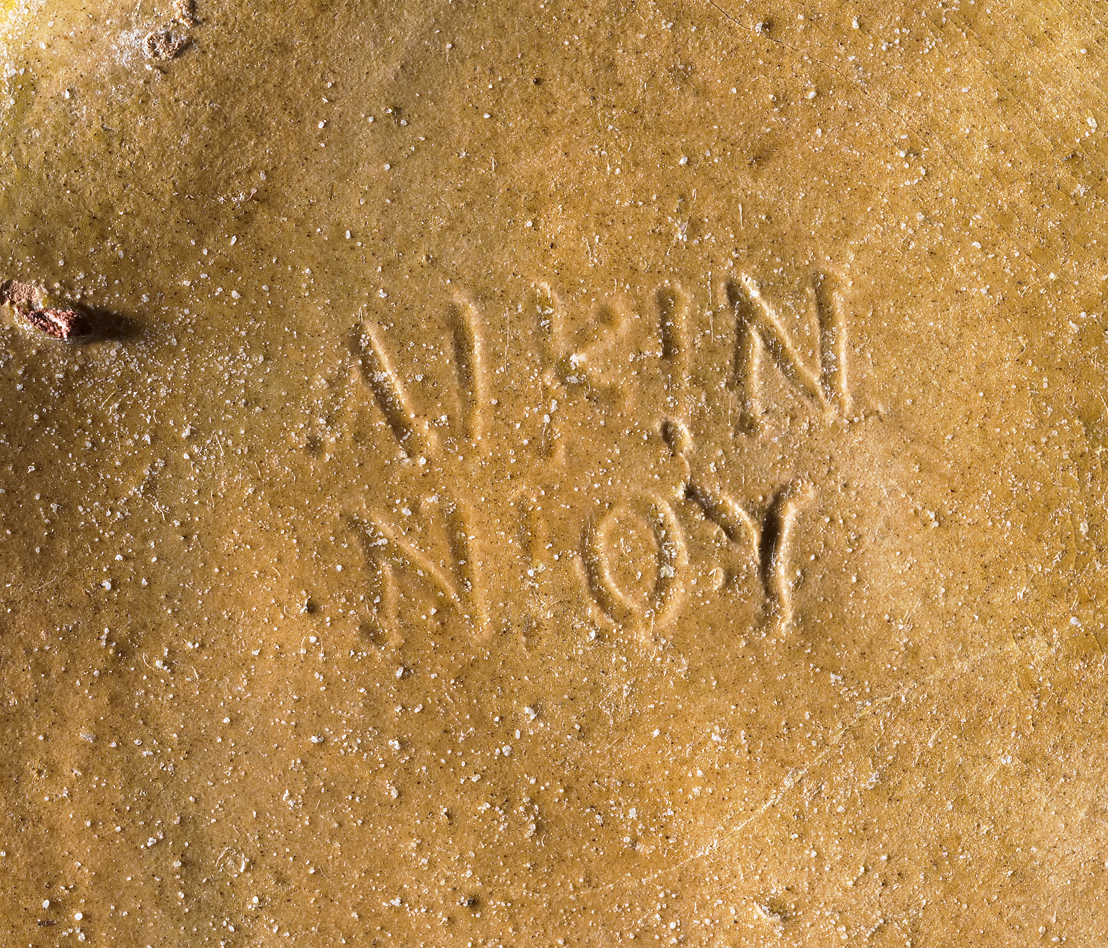
Signatur.

Likinnios ist einzig von einer Inschrift an der Unterseite eines späthellenistischen Kopfkantharos bekannt, der aus stilistischen Gründen in einen kleinasiatischen Produktionsort verwiesen wurde. Kleinasien war zu dieser Zeit eines der Produktionszentren bleiglasierter Keramik. Dabei ist nicht sicher, ob die Inschrift den Besitzer des Gefäßes meint, den Besitzer der Werkstatt, in der es geschaffen wurde, oder den Handwerker, der es geschaffen hatte. Weitestgehend wird angenommen, dass Likinnios direkt oder indirekt an der Herstellung der Vase beteiligt war. Der Kantharos befindet sich heute in der Sammlung des J. Paul Getty Museums.